# Wendy D'Olive
Wendy Deborah D'Olive (Roma, 17 aprile 1954) è un'attrice italiana.

## Biografia
Wendy D'Olive debutta giovanissima nella pubblicità e subito dopo in televisione nello sceneggiato David Copperfield (1966), diretto da Anton Giulio Majano. Nello stesso anno interpreta un piccolo ruolo, assieme alla madre Gabriella D'Olive, nel film Mano di velluto (1966) di Ettore Fecchi. In seguito ottiene ruoli in alcuni film, fra cui Scusi, lei è favorevole o contrario? (1966) di Alberto Sordi e Comma 22 (1970) di Mike Nichols.
La sua fama è dovuta soprattutto alla partecipazione ad alcuni popolari fotoromanzi della Lancio, assieme a Franco Dani, Franco Gasparri e Max Delys. Sarà interprete in più di quattrocento numeri, dal 1973 al 1987. Intanto continua a interpretare ruoli cinematografici, soprattutto in film di genere, fra cui Una farfalla con le ali insanguinate (1971), L'etrusco uccide ancora (1972) e Giubbe rosse (1974).  
Successivamente decide di abbandonare il mondo dello spettacolo, è giornalista, diviene direttore editoriale del periodico d'informazione scientifica, Extraterrestre.it. Nel 2002 fonda e dirige le riviste Stargate Magazine ed Edicolaweb.net. Nel 2020 è direttore editoriale del mensile OZ. 

## Filmografia
- David Copperfield, regia di Anton Giulio Majano – miniserie TV (1965)
- Scusi, lei è favorevole o contrario?, regia di Alberto Sordi (1966)
- Mano di velluto, regia di Ettore Fecchi (1966)
- Comma 22 (Catch-22), regia di Mike Nichols (1970)
- Il prete sposato, regia di Marco Vicario (1971)
- Una farfalla con le ali insanguinate, regia di Duccio Tessari (1971)
- Scipione detto anche l'Africano, regia di Luigi Magni (1971)
- L'etrusco uccide ancora, regia di Armando Crispino (1972)
- Giubbe rosse, regia di Joe D'Amato (1975)
- Una spirale di nebbia, regia di Eriprando Visconti (1977)